# Fairfield Township (comté de Cedar, Iowa)
Fairfield Township est un township, du comté de Cedar en Iowa, aux États-Unis,.

## Source de la traduction
- (en) Cet article est partiellement ou en totalité issu de l’article de Wikipédia en anglais intitulé « Fairfield Township, Cedar County, Iowa » (voir la liste des auteurs).